# Distretto di Songshan
Il distretto di Songshan (松山区S, Sōngshān QūP) è un distretto della Cina, appartenente alla regione autonoma della Mongolia Interna e amministrato dalla prefettura di Chifeng.